# 星期五
星期五，又稱禮拜五或週五。
指的是一週中星期四之后、星期六之前的那一天。
星期五的拉丁语名字是dies Veneris，意思是维纳斯日或金星日；法语是vendredi，来源于拉丁语；英语是Friday，来源于日尔曼的爱与美的女神，大神奥丁的妻子弗麗嘉；俄语是，意思是“第五天”。
古代中國以五日為一候，使用天干地支記日系統，並不流行七曜。空海和尚在唐代學習密宗時將《文殊師利菩薩及諸仙所說吉凶時日善惡宿曜經》中記載的七曜日分法帶入日本。因此，在台灣日治時期、現在的日本、韓國、朝鮮，一星期以「七曜」來分別命名，星期五叫金曜日。在臺灣話中簡稱拜五。
根据基督教的傳統，星期五是耶稣受难的日子（受難節），耶稣是星期五午后15时被钉上十字，所以部分基督徒认为星期五是不祥的日子，特别当天又13号，因为耶稣只有门徒12名，13号是犹大出賣耶稣，故大凶凶中凶，一年约1-3天，一般教會不會選擇在星期五進行禮拜。这一天亦是穆斯林舉行禮拜的日子。
在泰國，星期五（วันศุกร์）的代表色是蓝色。